# Institut Sup'biotech de Paris
O Institut Sup'Biotech de Paris (ou Sup'Biotech ou I.S.B.P.) foi uma das escolas de engenharia da França, reconhecida principalmente pela sua formação em biotecnologia.
A Sup'Biotech fazia parte do IONIS Education Group, do qual também fazem parte as Institut polytechnique des sciences avancées, École pour l'informatique et les techniques avancées, Institut supérieur de gestion, Sup'Internet.